# Ken Nelson
Ken Nelson (* 19. Januar 1911, Caledonia, Minnesota; † 6. Januar 2008 in Somis, Kalifornien) war ein US-amerikanischer Musikproduzent im Bereich der Country-Musik.

## Leben

### Kindheit und Jugend
Nelsons Kindheit, die er in einem Chicagoer Waisenhaus verbrachte, überschnitt sich mit der Entwicklung des Radios. 1925 trat er im Alter von 14 Jahren erstmals als Sänger im Radio auf und spielte in den nächsten Jahren in verschiedenen Bands. 1935 wurde er vom Radiosender WAAF in Chicago als Ansager eingestellt. Während der Weltwirtschaftskrise bekam auch die Plattenindustrie Schwierigkeiten, jedoch entwickelte sich das Radiogeschäft weiter. Chicago wurde neben New York City der zweitgrößte Radiomarkt, und Nelson wurde als Ansager und Moderator langsam bekannt. New York war zum damaligen Zeitpunkt der wichtigste Radiomarkt für Country-Musik. 
Nelson wechselte zunächst zum Sender WJJD (heute WYLL), wo er schon bald Musikdirektor wurde, und dann zu WIND, wo er die Sendung „The Suppertime Frolic“ entwickelte, die bald hohe Zuhörerquoten und dort eine Topplatzierung erreichte. Durch den Erfolg entwickelte er auch in der Folgezeit weitere Sendungen im Bereich der Hillbilly-Musik. Einer seiner damaligen Gäste war der aufstrebende Musiker „Rhubarb Red“, was in Wirklichkeit ein Pseudonym von Les Paul war.

### Karriere
Durch seinen ehemaligen Bandkollegen Lee Gilette kam Nelson 1946 nach Kalifornien. Gilette arbeitete beim frisch gegründeten Plattenlabel Capitol Records in Hollywood im Bereich A&R. Durch ihn bekam Nelson 1948 eine Anstellung in der Übertragungsabteilung, in der Radioaufnahmen für Schallplatten aufbereitet wurden. Zusammen mit Gilette und Cliffie Stone gründete er die Firma „Central Songs“. Stone war zu diesem Zeitpunkt sowohl einer der Hauptmanager von Capitol Records als auch ein Radioproduzent, durch den eine große Anzahl aufstrebender Talente einen Vertrag mit Capitol Records abschlossen. 1951 wurde Nelson ebenfalls in die Abteilung A&R für Country und Western versetzt. Er übernahm den Managerposten von Gilette, der in die Pop-Abteilung versetzt wurde.
In den nächsten 20 Jahren blieb Nelson dort beschäftigt. Er entdeckte und produzierte Talente wie Jean Shepard, Roy Clark und Buck Owens und Wanda Jackson. Zwei seiner größten Entdeckungen waren Sonny James und Gene Vincent. Auch Ferlin Husky und Merle Haggard wurden durch Nelson gefördert und bekanntgemacht. Brian Wilson wurde durch ihn an den Produzenten Nick Venet vermittelt, so dass The Beach Boys ihre Karriere bei Capitol weiterführen konnten. Zu seinen weiteren Klienten gehörten Merle Travis, Hank Thompson, Glen Campbell und Tennessee Ernie Ford. Neben diesen Künstlern produzierte er den Parodisten und Komiker Stan Freberg.
1971 trat Ken Nelson als Kopf der A&R-Abteilung im Bereich Country-Musik zurück. Auch nach seiner Zeit bei Capitol produzierte Nelson unter anderem Merle Haggard weiter, bis er 1976 in den Ruhestand ging. 2001 wurde Nelson in die Country Music Hall of Fame aufgenommen. Nelson war Mitbegründer der „West Coast Music Publishing Company - Central Songs“ und auch an der Entstehung und Entwicklung der Country Music Association beteiligt.
Im Alter von 93 Jahren schrieb er seine Autobiografie „My First 90 Years Plus 3“, die im März 2007 erschien. Ken Nelson starb im Januar 2008 im Alter von 96 Jahren.